# Manuel Tomás
Manuel Tomás (Valencia, España, 24 de octubre de 1977) es un productor discográfico e ingeniero de sonido español conocido por su trabajo con Niña Pastori, Los Zigarros, Amaral, Revólver, Presuntos Implicados, Soledad Giménez, Seguridad Social y Santiago Cruz, ha ganado un premio Grammy Latino y cinco nominaciones durante su trayectoria musical.

## Biografía
Manuel Tomás nació en Valencia en 1977. A los 12 años se adentró en la música como baterista de grupos locales. En 2005 se mudó a Los Ángeles y estudió producción e ingeniería de audio en LA Recording School. Tras graduarse fue asistente de Andrew Scheps en su estudio Punker Pad West. Ha trabajado como ingeniero de grabación para productores como Mat Wallace, Greg Wells, Nacho Mañó y Carlos Goñi. En 2010 regresó a España donde continua su carrera como ingeniero de sonido y productor.

## Premios y reconocimientos
- Latin Grammy Mejor Álbum Flamenco ¨La orilla de mi pelo¨ de Niña Pastori, 2011[1] (Ingeniero de Mezcla)
- Nominación Latin Grammy Mejor Álbum de Pop ¨Será¨de Presuntos Implicados 2009[2] (Ingeniero de Grabación)
- Nominación Latin Grammy Mejor Álbum Cantautor ¨Cruce de Caminos¨ de Santiago Cruz, 2010[3] (Ingeniero de Grabación)
- Nominación Latin Grammy Mejor Álbum de Pop Tradicional ¨Banda Sonora¨ de Presuntos Implicados, 2012 (Ingeniero de Grabación)
- Nominación Latin Grammy Grabación del Año ¨Desde Lejos¨ de Santiago Cruz, 2013[4] (Ingeniero de Grabación)
- Nominación Latin Grammy Mejor Álbum Cantauror ¨Equilibrio¨ de Santiago Cruz, 2015 (Ingeniero de Grabación e Ingeniero de Mezcla)

## Discografía
Xperimental Shop - Hi Fiction (2003)
Mauri Sanchis - Good Vibes!!! (2006)
Jessica Fichot - Le Chemin (2007)
Uzzhuaïa - Destino Perdición (2008)
Presuntos Implicados - Será (2008)
Wicked Article - The Calm Before The Storm (2008)
Santiago Cruz - Cruce De Caminos (2009)
Conchita - 4.000 Palabras (2009)
Playa Limbo - Año Perfecto (2010)
Thirsty Merc - Mousetrap Heart (2010)
José Carlos Gómez - José Carlos Gómez (2010)
La Pulquería - Fast Cuisine (2010)
Sandoval - Lo que siempre soñamos ser (2010)
Uzzhuaïa - 13 Veces Por Minuto (2010)
Presuntos Implicados - Banda Sonora (2011)
Niña Pastori - La Orilla De Mi Pelo (2011)
Conchita - Tocando Madera (2011)
Seguridad Social - El mundo al día en 80 vueltas (2011)
Despeinados - Buenos días (2011)
Santiago Cruz - A Quien Corresponda (2012)
El Ahora - Caballo Negro (2012)
Uzzhuaïa - Santos & Diablos (2013)
Supermosca - Naoko (2013) Sencillo
Los Perros Del Boogie - Salvaje (2013)
Carlos Martín - The Journey (2013)
Reverendo Moe - Universos (2013)
Supermosca - Irreal (2014) Sencillo
Santiago Cruz - Equilibrio (2014)
Revólver - Babilonia (2015)
La Pulquería - Lobo de Bar (2016)
Carlos Martin - Converging Roots (2016)
Santero y los Muchachos - Ventura (2017)
Revólver - Capitol (2017)
Soledad Giménez - Los Hombres Sensibles (2017)
Corazones Eléctricos - Corazones Eléctricos  (2017)
Jolly Joker - Never Say Forever (2018)
Supermosca - Diario De Rutas Y Desastres (2018)
Dry River - 2038 (2018)
Niña Pastori - Bajo tus Alas (2018)
Los Zigarros - Apaga la Radio (2019)
Santero y los Muchachos - Rioflorido (2019)
Revólver - Básico IV (2019)
Bluestafaris - Persiguiendo Tus Tacones (2019)
The X - All (2019) Sencillo
Corazones Eléctricos - Arte Y Oficio (2019)
Space Octopus - Tomorrow We´ll Be Gone (2020)
Ricardo Marín - Cuándo (2020)